# Владимир Андреев (военен)
Владимир Андреев е руски офицер, фехтовач и преподавател във Военната на Негово величество школа. Той е основател на Българския клуб по фехтовка в София през 1926 г., който дава началото на този спорт у нас.

## Биография
Роден е през 1878 г. Завършва Павловското военно училище. Служи в 184-ти пехотен резервен Варшавски полк, а след това в Лейбгвардията на Волинския полк.
През 1901 г. печели второ място на сабя в турнира на Варшавската военна фехтовално-гимнастическа школа, а през 1903 г. печели турнира на сабя. През 1907 г. участва на международния офицерски турнир „Сребърна купа“ в Хага. През 1908 г. става шампион на турнира за офицери във Варшавски военен окръг и получава първа императорска награда. Две години по-късно изкарва тримесечна командировка в Римската школа по фехтовка. Ученик е на Салваторе Пекораро и Карло Песина.
Владимир Андреев е участник на Олимпийските игри в Стокхолм през 1912 г. Достига 1/4-финал в индивидуалния турнир на сабя и е част от отбора на Руската империя. Награден е с почетен диплом от Шведския олимпийски комитет за ярко представяне. През 1913 г. участва на първата руска олимпиада, проведена в Киев. Същата година печели турнира на рапира на Варшавския военен окръг.
Участва в Първата световна война на фронта срещу Германия и Австро-Унгария. На 28 септември 1914 г. е контузен в боя за пресичане на река Висла близо до село Гура Калвария. След Октомврийската революция е на страната на Бялото движение и е участник в Ледения поход на Доброволческата армия.
След края на Гражданската война в Русия емигрира в България и е назначен за преподавател по фехтовка във Военната академия в София. Автор е на едно от първите ръководства по фехтовка в България – „Кратко ръководство по фехтовката съ сабли (еспадрони) по италианската школа“. Основава Българския клуб по фехтовка и няколко години и треньор на националния отбор. Ученик на Владимир Андреев е световният шампион на шпага Димитър Василев.
Умира през 1940 г. в приюта за инвалиди в Шипка.